# 9 (film din 2009)
a nu se confunda cu Nine (film din 2009) de Rob Marshall
a nu se confunda cu 9 (film din 2005)
9 este un film științifico-fantastic de animație, realizat în 2009, regizat de Shane Acker, al cărui scenariu a fost scris de Pamela Pettler. În rolurile principale sunt Elijah Wood, John C. Reilly, Jennifer Connelly și Christopher Plummer.